# El Kantara (distrito)
El Kantara é um distrito localizado na província de Biskra, Argélia, e cuja capital é a cidade de mesmo nome, El Kantara. Em 2008, a população total do distrito era de 15 108 habitantes.[carece de fontes?]

## Municípios
O distrito está dividido em duas comunas:
- El Kantara
- Aïn Zaatout